# Джармен (посёлок станции)
Джарме́н — посёлок станции в Амурском районе Хабаровского края. Входит в состав Литовского сельского поселения.

## География
Посёлок находится на железнодорожной линии Волочаевка II — Комсомольск-на-Амуре между левым берегом реки Тунгуска и посёлком Партизанские Сопки.

## Население
| 2002 | 2010 | 2011 | 2012 | 2021 |
| ---- | ---- | ---- | ---- | ---- |
| 27   | ↘6   | →6   | →6   | ↘0   |

### Известные жители и уроженцы
- Учаев, Анатолий Васильевич (род. в 1939) — народный художник РСФСР (1988), первые годы жизни провёл в Джармене.